# Sint-Genesius-Rode
Sint-Genesius-Rode (in francese Rhode-Saint-Genèse) è un comune belga di 17 975 abitanti nelle Fiandre (Brabante Fiammingo).